# Phlogophora culminis
Phlogophora culminis är en fjärilsart som beskrevs av Walter Karl Johann Roepke 1948. Phlogophora culminis ingår i släktet Phlogophora och familjen nattflyn. Inga underarter finns listade i Catalogue of Life.